# Camaricus castaneiceps
Camaricus castaneiceps là một loài nhện trong họ Thomisidae.
Loài này thuộc chi Camaricus. Camaricus castaneiceps được Lucien Berland miêu tả năm 1924.